# Palmariggi
Palmariggi är en ort och kommun i provinsen Lecce i regionen Apulien i Italien. Kommunen hade 1 495 invånare (2017).